# E la luna bussò/Folle città
...E la luna bussò/Folle città è un 45 giri della cantante pop italiana Loredana Bertè, pubblicato nel 1979 dall'etichetta discografica CGD.

## Descrizione
...E la luna bussò è uno dei brani più noti del repertorio di Loredana Bertè, pubblicato nell'estate del 1979 per anticipare l'uscita del quarto album Bandabertè.
La posizione più alta raggiunta nella classifica dei singoli più venduti in Italia è la numero 6, ottenuta nella settimana numero 38 di quell'anno. Il disco staziona nella top ten per 8 settimane consecutive, mentre resta nella top 50 per 22 settimane, precisamente dalla numero 29 alla numero 50, vendendo, solo in Italia, 400 000 copie (fonte TV Sorrisi e Canzoni).
Nella classifica annuale dei singoli più venduti nel 1979, pubblicata da TV Sorrisi e Canzoni, il disco si trova alla posizione 19.
La canzone, che portó per la prima volta il reggae in Italia, fu composta da Mario Lavezzi con testo di Oscar Avogadro e Daniele Pace; lo stesso Lavezzi ne firmò l'arrangiamento a quattro mani con Anthony Rutherford Mimms e lo produsse.
Il brano fu presentato al Festivalbar e compare anche nella relativa compilation.
Il singolo è stato pubblicato anche in Germania (in italiano con "In alto mare" nel lato B - brano del 1980 incluso nell'LP Loredana Bertè) e in Spagna (insieme a Folle Città nel lato B incisi entrambi in spagnolo).
...E la luna bussò riuscì ad entrare in classifica anche in Svezia, Norvegia, Paesi Bassi, Germania ed America del sud, diventando negli anni il più notevole successo commerciale dell'artista, dopo il 45 giri Non sono una signora.
La canzone si rivelò uno dei più grandi successi dell'estate del 1979: anche se non guadagnò il primo posto in classifica, aiutò l'album Bandabertè, il quarto della cantante calabrese, a salire in classifica, e la cantante a guadagnarsi una certa credibilità "live" con il gruppo chiamato, appunto, Bandabertè.
Nel 1990 Angela Cavagna ne incide una cover in spagnolo dal titolo "Y la luna llegó", pubblicata in Spagna, Svezia e Germania, testo di Bernardo Fuster, inserita nell'album "Sex is Movin'".
Folle città, lato B del singolo, fu scritta da Daniele Pace, Oscar Avogadro e Alberto Radius, brano anch'esso influenzato dagli stilemi del reggae.

## Cover

### ...E la luna bussò
- Nel 2006 il rapper Fabri Fibra produce con la strumentale del singolo il brano La pula bussò, contenuto nell'album Tradimento.
- 2010 - Neri per Caso ft. Loredana Bertè nell'album Donne.

### Folle città
- 2025 - Elodie ft. Achille Lauro nella serata dei duetti della 75ª edizione del Festival di Sanremo[5]

## Classifiche
| Classifica (1979) | Posizione massima |
| ----------------- | ----------------- |
| Italia            | 6                 |